# Philometra onchorhynchi
Philometra onchorhynchi is een rondwormensoort uit de familie van de Philometridae. De wetenschappelijke naam van de soort is voor het eerst geldig gepubliceerd in 1933 door Kuitinen-Ekbaum.